# 강원특별자치도한해성수산자원센터
강원특별자치도한해성수산자원센터(江原特別自治道寒海性水産資源센터)은 지방자치법 제114조에 따라 동해연안의 수산자원 증식과 한해성 어족자원 개발 및 양식기술 보급을 위해 설치된 강원특별자치도청 소속기관이다. 강원특별자치도 고성군 죽왕면 동해대로 6064에 위치하고 있다.

## 같이 보기
- 강원특별자치도청